# Campo Pequeno (métro de Lisbonne)
Campo Pequeno est une station du métro de Lisbonne sur la ligne jaune.